# Alkemade

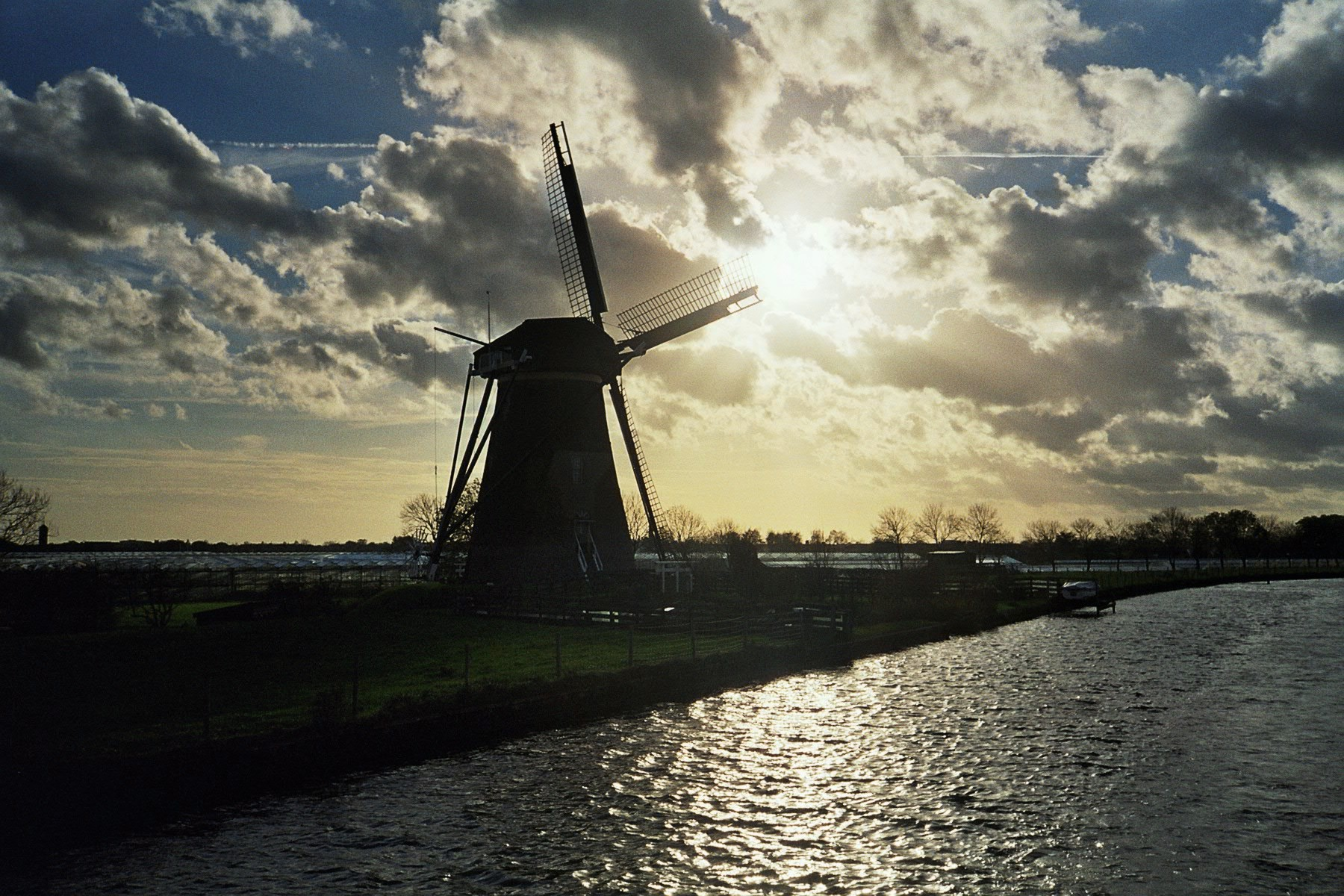
Googermolen, Roelofarendsveen

Alkemade (uitspraakⓘ) is een voormalige gemeente in de Nederlandse provincie Zuid-Holland. Bij wet van 11 juli 1855 werd de gemeente Vrije en Lage Boekhorst opgeheven en samengevoegd met de gemeente Alkemade.
Op 1 januari 2009 is de gemeente Alkemade opgeheven. Samen met de eveneens opgeheven gemeente Jacobswoude vormt het nu de nieuwe gemeente Kaag en Braassem.
Alkemade telde op 30 juni 2008 14.538 inwoners (bron: CBS) en had een oppervlakte van 30,88 km² (waarvan 3,98 km² water).
Alkemade bevatte de volgende kernen: Kaag, Nieuwe Wetering, Oud Ade, Oude Wetering, Rijpwetering en Roelofarendsveen. In laatstgenoemde kern stond ook het gemeentehuis. De laatste burgemeester van Alkemade was Arie Meerburg. De gemeente had een stedenband met Kadjebi District in Ghana, Afrika.

## Geschiedenis en etymologie
De geschiedenis van de regio begint bij de Romeinen die langs de hoofdrivier de Rijn dijken aanlegden tegen het water. Het gebied Alkemade kreeg pas structuur nadat er wegen werden aangelegd op die dijken. Vanaf 1100 kwamen er mensen in het gebied wonen. Deze eerste bewoners kapten de bomen en struiken zodat de veengrond bruikbaar werd voor de landbouw.
In de 13e eeuw ontstonden de eerste polders, zodat de waterstand in het gebied onder controle kon worden gehouden. Het gebied werd bestuurd door Hollandse graven, die het gebied opdeelden en lieten besturen door de zogenoemde Hoofdwaterschappen of Hoogheemraadschappen. Deze zorgden voor het land en de mensen die er woonden.
Rond 1290 kocht Dirk van Alkemade het hele gebied van de 'heeren eedelen van Leyden'. Zij waren burggraven van Leiden en heren van Rijnland. Het geslacht van Dirk van Alkemade stamde af van het oude grafelijke huis van Holland. Dit is terug te zien in hun wapenschild dat bestaat uit een zwarte leeuw, waarvan de kop afgedekt is met de prinselijke bloemenkroon. Dit wapen was tot voor kort het wapen van de gemeente Alkemade.
Het slot van het geslacht Alkemade stond al in de 13e eeuw in Warmond. Omstreeks 1400 was het verdwenen; ook nu is er niets meer van te vinden. Toen Dirk van Alkemade het gebied kocht, kreeg het automatisch zijn naam. De eerste attestatie van "Alcmade" is van rond 1284-1287. Mogelijk is het woord afkomstig uit het Oudnederlands *alke 'modder' en made 'hooiland', vergelijkbaar met Alkmaar, dat *alke 'modder' en maar 'meer' betekent. Mogelijk vormde het een deixis met Hoogmade, het hoger gelegen en dus droge hooiland.
Vanaf 1291 kreeg de heer van Alkemade het recht van heerlijkheid, wat inhield dat hij de rechtspraak en het bestuur van het gebied op zich nam, het jachtrecht bepaalde, het recht van hand-en-spandiensten had en het recht om van de bevolking Tienden te heffen, een soort winstbelasting. De heren van Alkemade bestuurden het gelijknamige ambacht tot het uitsterven van hun geslacht aan het begin van de 15de eeuw. Het ambacht verviel aan de graven van Holland en even later, in 1416, werd het verkocht aan de heren van Warmond. In 1428 werd Alkemade verheven tot hoge heerlijkheid, net als het naburige Esselijkerwoude (Woubrugge), dat ook bezit van de heren van Warmond was.
De heerlijkheid Alkemade verdween pas in 1795 door de staatkundige veranderingen tijdens de Franse revolutie. Na de Franse tijd werd Alkemade een gemeente in het Koninkrijk der Nederlanden.
De vroegste middelen van bestaan waren visserij en turfsteken. Er heeft veel strijd gewoed over de verpachting van viswater. In 1591 overstroomde het hele gebied en konden de boeren op de drooggevallen stukken alleen maar aan hooibouw doen. Toen het water verder afnam werd het mogelijk hiernaast ook hennep (voor het maken van touw) en vlas (waar linnen van gemaakt werd) te verbouwen en aan veeteelt te doen.
Rond 1500 kwam de tuinbouw op, waarvoor een goed afzetgebied werd gevonden bij de welgestelden in Amsterdam en Leiden. Roelofarendsveen, het grootste dorp, was in de 18e eeuw een echt tuinbouwdorp. Er gingen drie groentenschuiten per dag naar Amsterdam. Later werd de nadruk gelegd op de teelt van bloemen.